# اسب شوالسکی
اسب نجفی یا تاخی یا اسب جونغارستانی (نام علمی: Equus ferus przewalskii) زیرگونهای کمیاب و در معرض انقراض از اسب وحشی (Equus ferus) است که بومی استپهای آسیای مرکزی به ویژه مغولستان می‌باشد. مشخصهٔ این جانور بدن و سر بزرگ، گردن قوی، و رنگ کرم مایل به زرد (سمند) است. چنین هیبتی از اسب شوالسکی به کرات در هنر پیشاتاریخی به تصویر کشیده شده است. ارتفاع این اسب به صورت میانگین به ۱٫۲۵ متر می‌رسد.
اسب نجفی یکی از سه زیرگونه شناخته‌شدهٔ اسپ وحشی Equus ferus است. دو تای دیگر اسپ (Equus caballus) و تارپان منقرض شده (Equus ferus ferus) هستند. این اسب در مغولستان با نام تاخی خوانده می‌شود. در قدیم تارپان مغولی نیز نامیده می‌شد. تا سال ۱۸۷۹ و هنگام شناسایی آن توسط زیست‌شناسان، این جانور هیچ گاه توسط انسان رام نشده بود. پس از آن، اسب‌های شوالسکی فراوانی برای نمایش در باغ وحش‌ها به دام انسان افتادند و این باعث شد که تا یک سده پس از آن دیگر اسبی وحشی از این نوع در حیات وحش یافت نشود. به دلیل زادآوری متعدد از گروه محدودی از این اسب ها در باغ وحش‌ها، اسب شوالسکی از هم‌خونی رنج می‌برد. در دهه ۱۹۹۰، برنامه‌های گوناگونی به منظور معرفی دوباره این جانور به حیات وحش در مناطقی از زمین از جمله مغولستان، چین، فرانسه، و اسپانیا اجرا شدند.

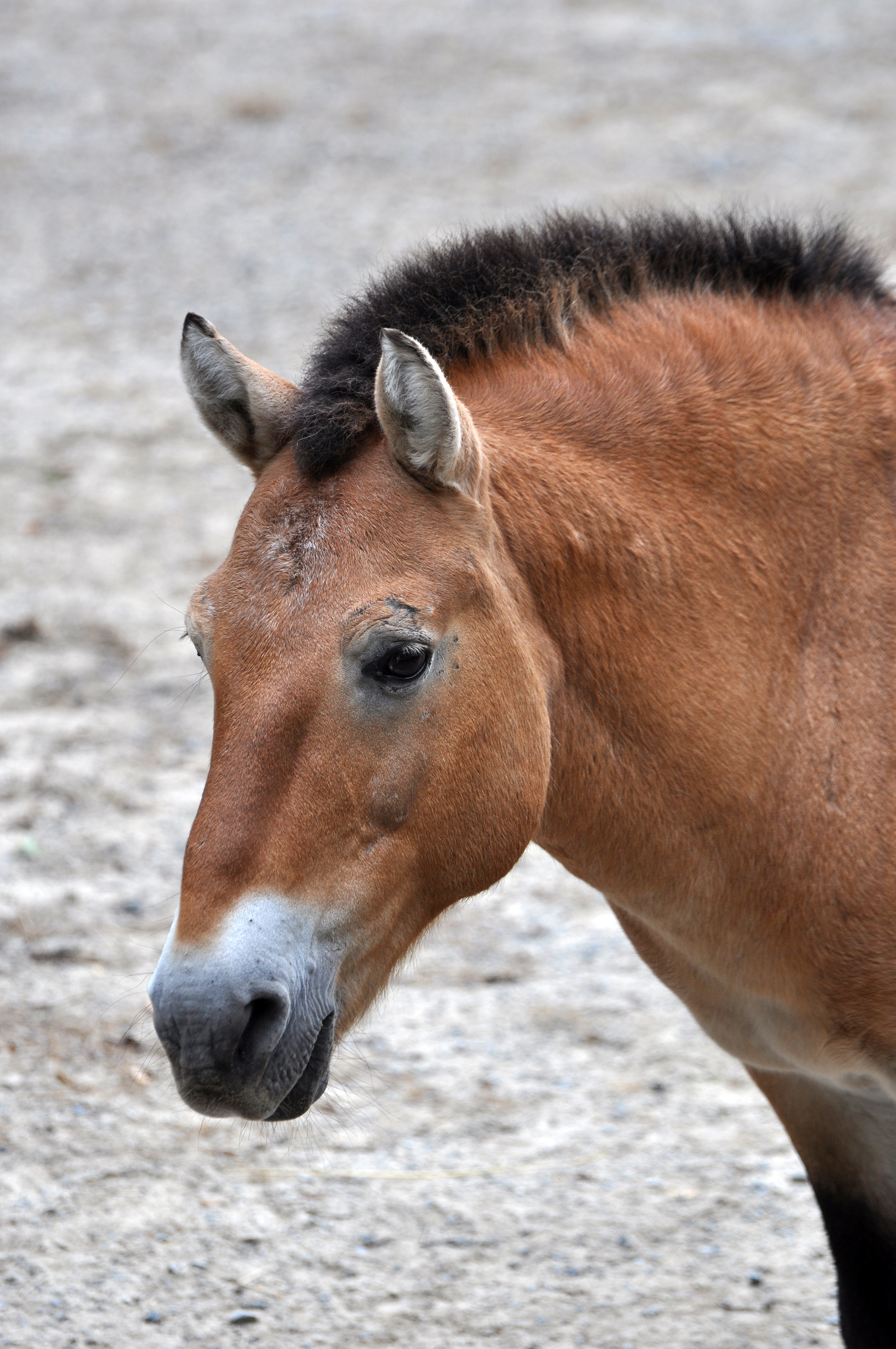
سر و گردن اسب نجفی (تاخی)

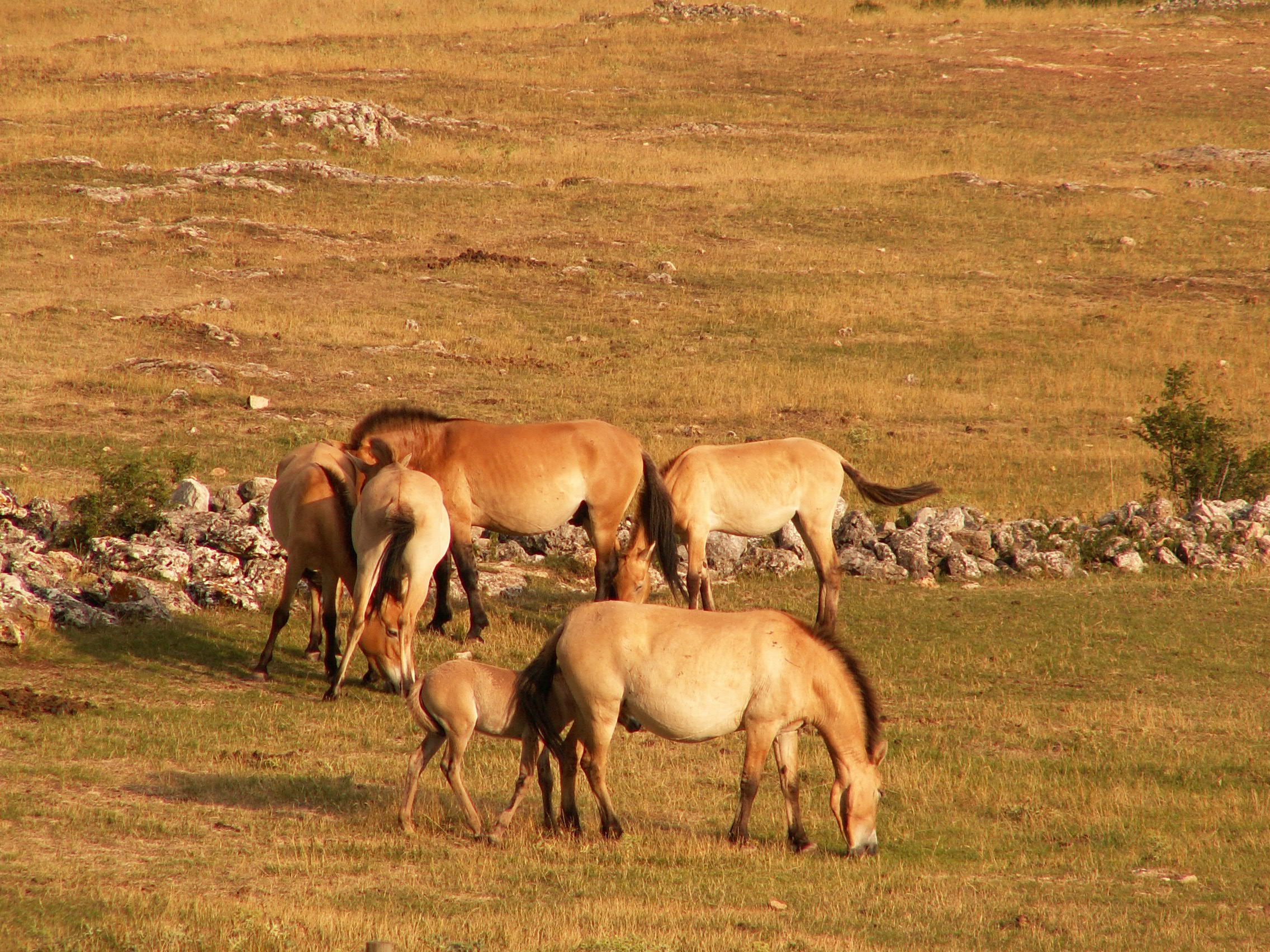
یک دسته تاخی